# Encarnación (Peñuelas)
Encarnación es un barrio ubicado en el municipio de Peñuelas en el estado libre asociado de Puerto Rico. En el Censo de 2010 tenía una población de 1378 habitantes y una densidad poblacional de 64,97 personas por km².

## Geografía
Encarnación se encuentra ubicado en las coordenadas 17°59′29″N 66°42′17″O / 17.99139, -66.70472. Según la Oficina del Censo de los Estados Unidos, Encarnación tiene una superficie total de 21.21 km², de la cual 12.68 km² corresponden a tierra firme y (40.2%) 8.53 km² es agua.

## Demografía
Según el censo de 2010, había 1378 personas residiendo en Encarnación. La densidad de población era de 64,97 hab./km². De los 1378 habitantes, Encarnación estaba compuesto por el 73.58% blancos, el 11.83% eran afroamericanos, el 0.29% eran amerindios, el 0.73% eran asiáticos, el 10.67% eran de otras razas y el 2.9% pertenecían a dos o más razas. Del total de la población el 98.77% eran hispanos o latinos de cualquier raza.